# Ernst Goll

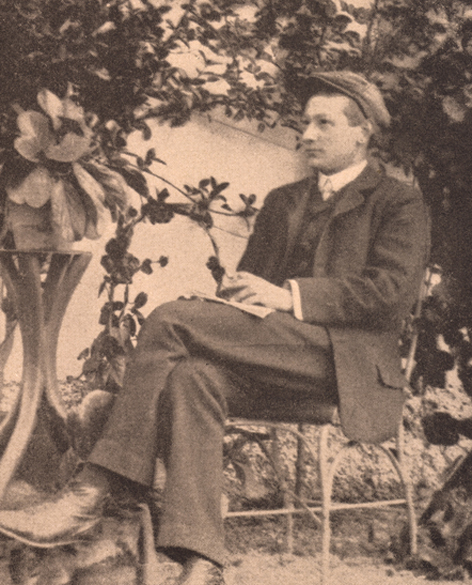
Ernst Goll

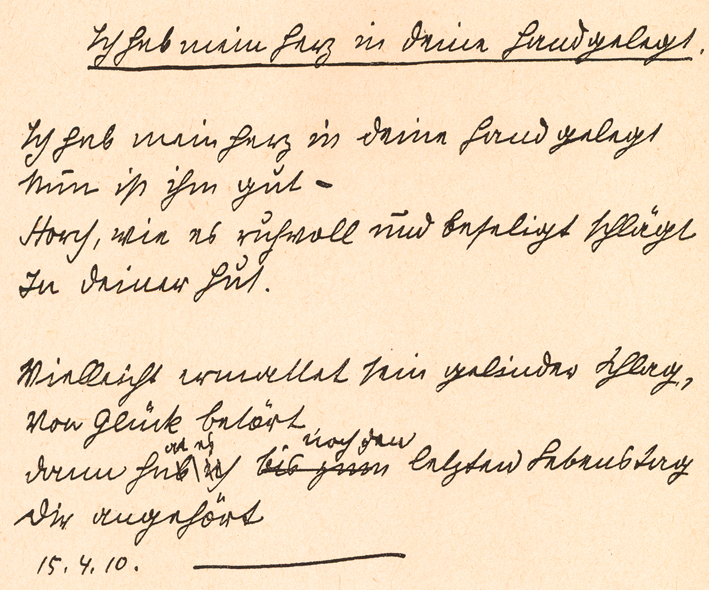
Ernst Goll, handschriftlich: Ich hab mein Herz in deine Hand gelegt, 15. April 1910

Ernst Goll (* 14. März 1887 in Windischgraz; † 13. Juli 1912 in Graz) war ein österreichischer Dichter.

## Leben
Ernst Goll wurde als Sohn des Postmeisters und Hoteliers Ernest Goll im untersteirischen Windischgraz (heute Slovenj Gradec in Slowenien) geboren. Nach seiner achtjährigen Gymnasialzeit in Marburg an der Drau (heute Maribor) kam er im Herbst 1905 nach Graz. An der Universität Graz studierte er zunächst drei Semester Jus, wechselte danach zu Germanistik und Romanistik über, schloss das Studium aber nicht ab: Nach privaten Konflikten stürzte er sich im Sommer 1912 aus dem zweiten Stock der Grazer Universität in den Tod.

## Nachleben
Schon zu Lebzeiten hatte Goll als Lyriker von sich reden gemacht, etwa durch seine ersten Lyrikpublikationen im Feuilleton der Grazer Tagespost, deren damaliger Chefredakteur Ernst Décsey zu seinen entschiedenen Förderern zählte. Nach Golls frühem und tragischem Tod wurde rasch die Forderung nach einer Buchausgabe seiner Gedichte laut. Diese erschien, zusammengestellt und herausgegeben von Julius Franz Schütz, einem der engsten Freunde des Dichters, bereits Ende 1912 im damals renommierten Berliner Verlag Egon Fleischel. Das Buch mit dem Titel Im bitteren Menschenland erlebte mehrere Neuauflagen (1919, 1926, 1935, 1943, 1947 und 1982), zum Teil mit erweitertem Textbestand.
In jüngerer Zeit erschien ein zweisprachiger Auswahlband (deutsch/slowenisch) mit biographischem Anhang und zahlreichen Fotografien (1997) sowie eine historisch-kritische Werkausgabe (2012) mit bisher unveröffentlichten Arbeiten (u. a. Prosafragmente, Dramenfragment Elsa oder das Ende einer Kindheit), ergänzt um eine Nachlese (2015), die Korrespondenzstücke, Gelegenheitsgedichte und Texte zum Theater enthält, beide herausgegeben von dem Grazer Autor und Literaturwissenschafter Christian Teissl.
In dem dreisprachigen Buch 3 Wege – 3 poti – 3 percorsi: Ernst Goll, Srečko Kosovel, Calro Michelstaedter werden drei Lebenswege dargestellt, die sich hinsichtlich ihrer Herkunft aus dem steirisch-slowenischen bzw. italienisch-slowenischen Grenzgebiet und einen frühen Tod ähneln und doch so ganz verschieden sind. In einem ähnlichen Kontext ist Goll ein Kapitel in Antje Wagner-Kolars Buch Ein Herz erlischt. Der Tod junger Dichter im 19. und 20. Jahrhundert gewidmet.
Grundlegende Recherchen zur Familiengeschichte des Dichters leisteten die beiden südoststeirischen Lokalhistoriker Christa Schillinger und Franz Josef Schober.
Die Gedichte Golls wurden von mehreren Komponisten vertont. In neuerer Zeit (seit 2012) erschienen mehrere CDs mit solchen Vertonungen.
Golls Nachlass befindet sich in der Steiermärkischen Landesbibliothek.

## Werke
- Ernst Goll: Im bitteren Menschenland. Nachgelassene Gedichte. Fleischel, Berlin 1912.
- Ernst Goll: Im bitteren Menschenland – Das gesammelte Werk, hrsg. von Christian Teissl, Igel Verlag Literatur&Wissenschaft, Hamburg 2012, ISBN 978-3-86815-570-9
- Ernst Goll: Eine Nachlese, hrsg. von Christian Teissl, Graz 2015 (= Veröffentlichungen der Steiermärkischen Landesbibliothek, Bd. 39), ISBN 978-3-9503989-1-5
- Ernst Goll: Erstdrucke 1910 bis 1912. Graz: Selbstverlag Christian Teissl 2016

## Diskografie
- Bernhard Berchtold, Jeanette La-Deur, Margarete Schweikert (1887 - 1957), Lieder, Florian Noetzel Verlag "Ars Musica", Wilhelmshaven 2013, AM 7696 (enthält: Im bitteren Menschenland op. 9 mit 10 Liedern nach Gedichten von Ernst Goll); auch erschienen unter dem Titel "Im bitteren Menschenland" bei TYXart 2018, TXA 16086
- Ilmala: Zwischen heut' und morgen – Chansons nach Gedichten von Ernst Goll. Extraplatte, Wien 2012.
- Ilmala: A bissel Leyben, Andreas Stangl/Manfred Stocker, Graz/Stockholm 2016 (enthält das Lied "Wolkenzug" nach einem Gedicht von Ernst Goll).
- Josef Wagnes: Gönn mir doch das bißchen Himmelsblau..., Gramola, 2014. Enthält 6 Lieder nach Gedichten von Ernst Goll.